# Cosmogenesis
Cosmogenesis è il secondo album registrato dal gruppo death metal progressivo tedesco Obscura, pubblicato il 17 febbraio 2009 dalla Relapse Records.

## L'album
L'album presenta un death metal molto tecnico ed elaborato con qualche influenza jazz. Non poche le incursioni nel progressive metal: in diverse tracce non è difficile sentire una chitarra non distorta ed una voce pulita.
Per la prima traccia del disco The Anticosmic Overload è stato registrato un videoclip.
Le tracce numero 1, 2 e 4 erano già presenti in un demo, registrato dalla band precedentemente, intitolato Promo 2008.

## Tracce
Testi a cura di Steffen Kummerer
1. The Anticosmic Overload – 4:16
2. Choir of Spirits – 5:31
3. Universe Momentum – 4:33
4. Incarnated – 4:53
5. Orbital Elements (strumentale) – 5:21
6. Desolate Spheres – 4:01
7. Infinite Rotation – 4:48
8. Noospheres – 5:04
9. Cosmogenesis – 4:15
10. Centric Flow – 7:25

## Formazione
- Steffen Kummerer - voce, chitarra
- Christian Muenzner - chitarra
- Jeroen Paul Thesseling - basso, basso fretless
- Hannes Grossmann - batteria

Altri musicisti
- V. Santura (Dark Fortress) - voce (Universe Momentum, Desolate Spheres, Noospheres, Centric Flow)
- Tymon Kruidenier (Cynic) - chitarra (Choir Of Spirits)
- Ron Jarzombek - chitarra (Cosmogenesis)